# Leuggelbach
Leuggelbach (toponimo tedesco) è una frazione di 171 abitanti del comune svizzero di Glarona Sud, nel Canton Glarona.

## Storia

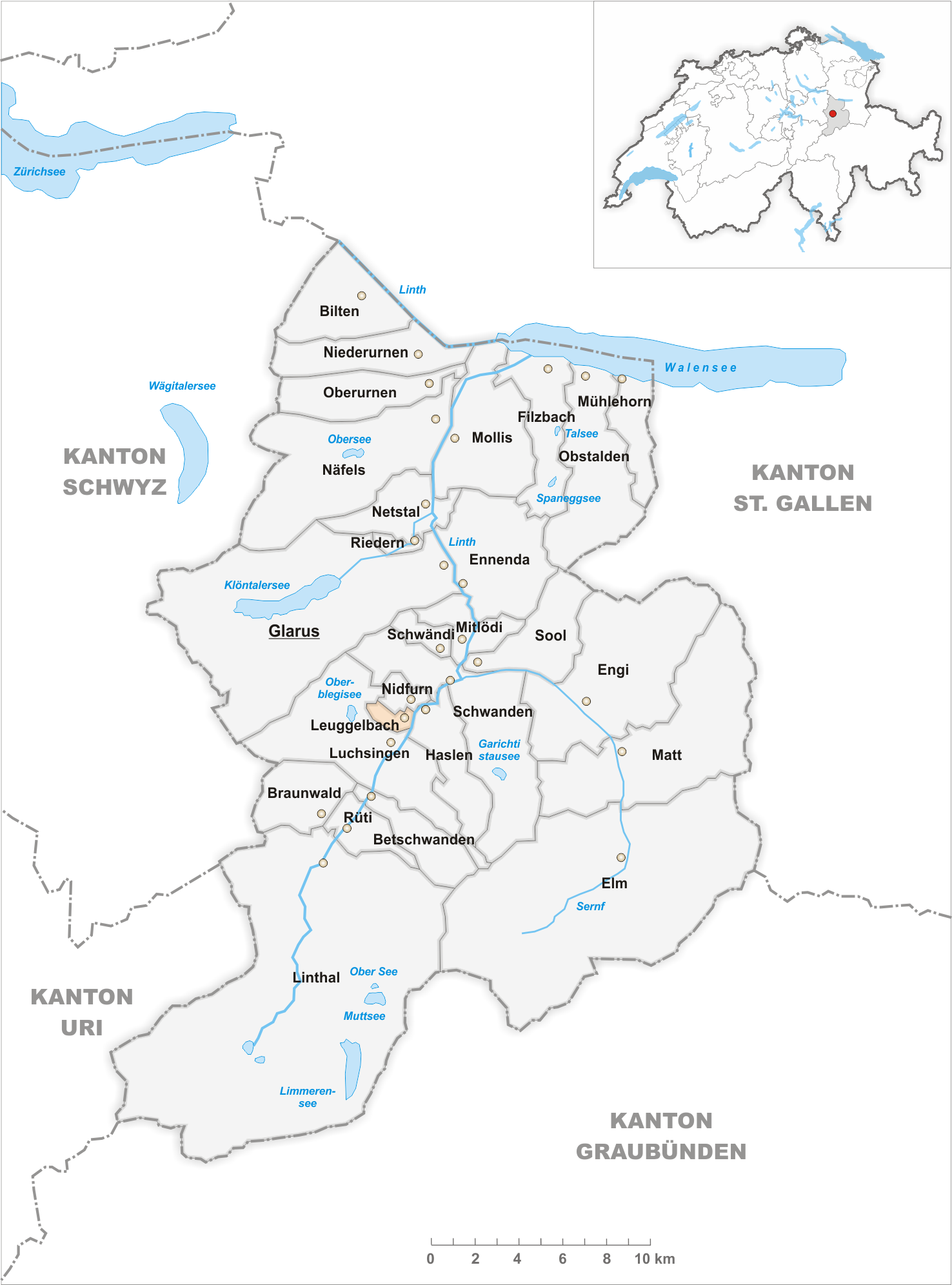
Il territorio del comune di Leuggelbach prima degli accorpamenti comunali del 2004

Già comune autonomo istituito nel 1868 per scorporo da quello di Luchsingen e che comprendeva anche la frazione di Steinigen, il 1º gennaio 2006 è stato accorpato a Haslen assieme all'altro comune soppresso di Nidfurn; Haslen a sua volta il 1º gennaio 2011 è stato accorpato agli altri comuni soppressi di Betschwanden, Braunwald, Elm, Engi, Linthal, Luchsingen, Matt, Mitlödi, Rüti, Schwanden, Schwändi e Sool per formare il nuovo comune di Glarona Sud.

## Società

### Evoluzione demografica
L'evoluzione demografica è riportata nella seguente tabella:
Abitanti censiti

## Infrastrutture e trasporti
La località è servita dalla stazione di Leuggelbach sulla ferrovia Ziegelbrücke-Linthal (linea S25 della rete celere di Zurigo).

## Amministrazione
Ogni famiglia originaria del luogo fa parte del comune patriziale che ha la responsabilità della manutenzione di ogni bene comune.